# Ficus rivularis
Ficus rivularis är en mullbärsväxtart som beskrevs av Elmer Drew Merrill. Ficus rivularis ingår i släktet fikonsläktet, och familjen mullbärsväxter. Inga underarter finns listade i Catalogue of Life.